# 東根市立大富中学校
東根市立大富中学校（ひがしねしりつ おおとみちゅうがっこう）は、山形県東根市にある公立中学校。敷地内には、野球場(外野天然芝・有)、ソフトボール場(ナイター・有)、武道場などがあり施設が充実している。

## 沿革
- 1947年（昭和22年） - 大富村立大富中学校として開校
- 1954年（昭和29年） - 町村合併で東根町立大富中学校に改称
- 1958年（昭和33年） - 市制施行により東根市立大富中学校に改称

## 学区
- 東根市立大富小学校学区
  - 主に東根市南西部の学区である。
  - 学区内は東根インターチェンジや山形空港、第六飛行隊が含まれる。

## 生徒数
| 年度 | 男子 | 女子 | 計  |
| ---- | ---- | ---- | --- |
| 2009 | 52   | 53   | 105 |
| 2008 | 48   | 57   | 105 |
| 2007 | 54   | 56   | 110 |
| 2006 | 66   | 60   | 126 |
| 2005 | 72   | 63   | 135 |
| 2004 | 70   | 66   | 136 |
| 2003 | 68   | 72   | 140 |
| 2002 | 76   | 71   | 147 |